# Circonscription autonomique de Salamanque
Ne doit pas être confondu avec Circonscription électorale de Salamanque.
La circonscription électorale de Salamanque est l'une des neuf circonscriptions électorales de Castille-et-León pour les élections aux Cortes de Castille-et-León.
Elle correspond géographiquement à la province de Salamanque.

## Synthèse
| AP & alliés |       | 5  | 4  |    |    |    |    |    |    |    |    |    |  |  |
| CDS         |       |    | 3  | 1  |    |    |    |    |    |    |    |    |  |  |
| IU          |       |    |    |    | 1  |    |    |    |    |    |    |    |  |  |
| PSOE        |       | 6  | 4  | 5  | 4  | 4  | 4  | 4  | 4  | 3  | 4  | 3  |  |  |
| PP          |       |    |    | 5  | 6  | 7  | 7  | 7  | 7  | 6  | 4  | 5  |  |  |
| Podemos     |       |    |    |    |    |    |    |    |    | 1  |    |    |  |  |
| Cs          |       |    |    |    |    |    |    |    |    | 1  | 2  |    |  |  |
| Vox         |       |    |    |    |    |    |    |    |    |    |    | 2  |  |  |
|             |       |    |    |    |    |    |    |    |    |    |    |    |  |  |
| Total       | Total | 11 | 11 | 11 | 11 | 11 | 11 | 11 | 11 | 11 | 10 | 10 |  |  |

## Résultats détaillés

### 1983
| Parti      | Parti | Députés élus |
| ---------- | ----- | --- |
| PSCyL-PSOE |       | Jesús Málaga Guerrero, Juan Belén Cela, José Luis González Marcos, José Castro Rabadán, Pascual Sánchez Íñigo, Andrés Sainz Muñoz |
| AP-PDP-UL  |       | Fernando Gil Nieto, Julio Rodríguez Villanueva, Manuel Estella Hoyos, José Nieto Noya, Vicente Jiménez Dávila                     |

- Julio Rodríguez (AP) est remplacé en juillet 1983 par Lorenzo Alonso Sánchez.

### 1987
| Parti      | Parti | Députés élus                                                                                 |
| ---------- | ----- | -------------------------------------------------------------------------------------------- |
| AP         |       | Manuel Estella Hoyos, Joaquín Serrano Vilar, José Nieto Noya, Pedro Pérez Blanco             |
| PSCyL-PSOE |       | Jesús Málaga Guerrero, Enrique Clemente Cubillas, José Castro Rabadán, Pascual Sánchez Íñigo |
| CDS        |       | José Luis Sagredo de Miguel, Manuel Jesús Domínguez Sánchez, Antonio Gómez-Rodulfo Delgado   |

- Enrique Clemente (PSCyL-PSOE) est remplacé en mars 1990 par Cipriano González Hernández.

### 1991
| Parti      | Parti | Députés élus |
| ---------- | ----- | --- |
| PPCyL      |       | Manuel Estella Hoyos, José Nieto Noya, Juan Castaño Casanueva, Pedro Pérez Blanco, Vicente Jiménez Dávila                               |
| PSCyL-PSOE |       | Jesús Málaga Guerrero, María del Carmen García-Rosado y García, Cipriano González Hernández, Isidro Rodríguez Plaza, Miguel Cid Cebrián |
| CDS        |       | José Luis Sagredo de Miguel |

- Miguel Cid (PSCyL-PSOE) est remplacé en juillet 1991 par Montserrat Martín Martín.

### 1995
| Parti      | Parti | Députés élus |
| ---------- | ----- | --- |
| PPCyL      |       | Manuel Estella Hoyos, José Nieto Noya, Isabel Jiménez García, Vicente Jiménez Dávila, Juan Castaño Casanueva, Alejo Riñones Rico |
| PSCyL-PSOE |       | Jesús Málaga Guerrero, María del Carmen García-Rosado y García, Cipriano González Hernández, Luisa Puente Canosa                 |
| IU         |       | Santiago Sánchez Vicente |

- Isabel Jiménez (PPCyL) est remplacée en mars 1988 par Anacleto Montero Sánchez.

### 1999
| Parti      | Parti | Députés élus |
| ---------- | ----- | --- |
| PPCyL      |       | Manuel Estella Hoyos, Emilio Arroita García, Gracia Sánchez Velázquez, Vicente Jiménez Dávila, Juan Castaño Casanueva, Alejo Riñones Rico, Francisco Javier Iglesias García |
| PSCyL-PSOE |       | Jesús Málaga Guerrero, José Yáñez Rodríguez, Luisa Puente Canosa, Cipriano González Hernández                                                                               |

- Francisco Iglesias (PPCyL) est remplacée en mai 2000 par Jesús de Castro Gil.
- Vicente Jiménez (PPCyL) est remplacée en avril 2002 par Baltasar Muñoz Picado.
- Manuel Estella (PPCyL) est remplacée en mai 2003 par María Calpe Alemán.

### 2003
| Parti      | Parti | Députés élus |
| ---------- | ----- | --- |
| PPCyL      |       | Alfonso Fernández Mañueco, Rosa Valdeón, Jesús Jaime Encabo Terry, Alejo Riñones Rico, Francisco Saavedra Hernández, Juan Castaño Casanueva, Emilio Arroita García |
| PSCyL-PSOE |       | Emilio Melero Marcos, Elena Diego Castellanos, José Miguel Sánchez Estévez, Ana María Muñoz de la Peña González                                                    |

### 2007
| Parti      | Parti | Députés élus |
| ---------- | ----- | --- |
| PPCyL      |       | Alfonso Fernández Mañueco, María Jesús Moro Almaraz, Francisco Javier Iglesias García, Alejo Riñones Rico, María Josefa García Cirac, Jesús Jaime Encabo Terry, Francisco Julián Ramos Manzano |
| PSCyL-PSOE |       | Emilio Melero Marcos, Ana María Muñoz de la Peña González, José Miguel Sánchez Estévez, María Rosario Gómez del Pulgar Múñez                                                                   |

### 2011
| Parti      | Parti | Députés élus |
| ---------- | ----- | --- |
| PPCyL      |       | María Josefa García Cirac, Alfonso Fernández Mañueco, María Jesús Moro Almaraz, Salvador Cruz García, Jesús Jaime Encabo Terry, Francisco Julián Ramos Manzano, María Concepción Miguélez Simón |
| PSCyL-PSOE |       | Fernando Pablos Romo, Ana María Muñoz de la Peña González, Juan Luis Cepa Álvarez, María Rosario Gómez del Pulgar Múñez                                                                         |

- María Jesús Moro (PPCyL) est remplacée en décembre 2011 par Purificación Pozo García.
- Jesús Encabo (PPCyL) est remplacé en mars 2012 par Julio Santiago Delgado.

### 2015
| Parti      | Parti | Députés élus |
| ---------- | ----- | --- |
| PPCyL      |       | María Josefa García Cirac, Alfonso Fernández Mañueco, María Lourdes Villoria López, Salvador Cruz García, Francisco Julián Ramos Manzano, María Concepción Miguélez Simón |
| PSCyL-PSOE |       | Fernando Pablos Romo, Ana María Muñoz de la Peña González, Juan Luis Cepa Álvarez                                                                                         |
| Podemos    |       | Isabel Muñoz Sánchez |
| Cs         |       | David Castaño Sequeros |

### 2019
| Parti      | Parti | Députés élus                                                                                                |
| ---------- | ----- | --- |
| PPCyL      |       | Alfonso Fernández Mañueco, María del Carmen Sánchez Bellota, Salvador Cruz García, Rosa María Esteban Ayuso |
| PSCyL-PSOE |       | Fernando Pablos Romo, Rosa María Rubio Martín, Juan Luis Cepa Álvarez, María del Carmen García Romero       |
| Cs         |       | David Castaño Sequeros, María Montero Carrasco                                                              |

- Salvador Cruz (PPCyL) est remplacé en septembre 2021 par Raúl Hernández López.

### 2022
| Parti      | Parti | Députés élus |
| ---------- | ----- | --- |
| PPCyL      |       | Alfonso Fernández Mañueco, María del Carmen Sánchez Bellota, Rosa María Esteban Ayuso, José María Sánchez Martín, Raúl Hernández López |
| PSCyL-PSOE |       | Fernando Pablos Romo, Rosa María Rubio Martín, Juan Luis Cepa Álvarez                                                                  |
| Vox        |       | Carlos Menéndez Blanco, Teresa Rodríguez Vidal                                                                                         |

- Teresa Rodríguez (Vox) est remplacée en juin 2022 par Javier Bernardo Teira Lafuente.